# Liste der Bodendenkmäler in Lam
Auf dieser Seite sind die Bodendenkmäler in dem Oberpfälzer Markt Lam zusammengestellt. Diese Tabelle ist eine Teilliste der Liste der Bodendenkmäler in Bayern. Grundlage ist die Bayerische Denkmalliste, die auf Basis des Bayerischen Denkmalschutzgesetzes vom 1. Oktober 1973 erstmals erstellt wurde und seither durch das Bayerische Landesamt für Denkmalpflege geführt wird. Die folgenden Angaben ersetzen nicht die rechtsverbindliche Auskunft der Denkmalschutzbehörde.

## Bodendenkmäler in Lam
| Lage                         | Objekt | Akten-Nr.     | Bild           |
| ---------------------------- | --- | ------------- | -------------- |
| Lam (Standort)               | Mittelalterlicher Burgstall. Siehe auch: Mittelalter, Burgstall | D-3-6744-0001 |                |
| Lam (Standort)               | Archäologische Befunde der frühen Neuzeit im Bereich der Katholischen Wallfahrtskapelle Mariahilf bei Lamberg, darunter die Spuren von Vorgängerbauten bzw. älterer Bauphasen. Siehe auch: Neuzeit | D-3-6744-0009 |                |
| Lam Marktplatz 11 (Standort) | Archäologische Befunde des Mittelalters und der frühen Neuzeit im Bereich der Katholischen Pfarrkirche St. Ulrich in Lam, darunter die Spuren von Vorgängerbauten bzw. älterer Bauphasen.          | D-3-6844-0002 | weitere Bilder |